# ボリス・ゴドゥノフ (オペラ)

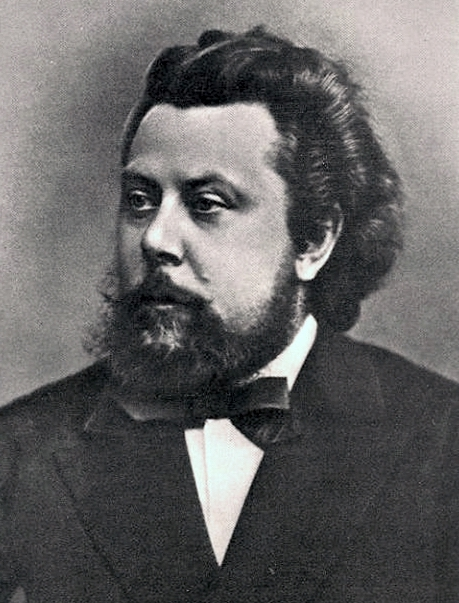
ムソルグスキー 1870年

『ボリス・ゴドゥノフ』 （ロシア語: Борис Годунов  発音）は、モデスト・ムソルグスキーが作曲したプロローグと4幕から構成されるオペラである。「ボリス・ゴドノフ」や「ボリス・ゴドゥノーフ」とも称される。今日ムソルグスキーの作曲したオペラの中でもっとも有名な作品である。
ロシアの実在したツァーリのボリス・ゴドゥノフ（1551年 - 1605年）の生涯をオペラ化したものである。

## 概要
1868年、ムソルグスキーは当時燃えるような創作意欲と作曲に没頭できない官吏の生活との矛盾に苦しんでいた。その影響があるためか、『ボリス・ゴドゥノフ』を作曲する以前の1856年に『アイルランドのハン』、1863年から1866年にかけて、フローベールの原作による『サランボー』、ゴーゴリの原作による『結婚』などのオペラを作曲したが、いずれも未完成に終わっている。
同年の春、ムソルグスキーはリュドミーラ・シェスタコーワ夫人の音楽家のサロンにしばしば顔を出し、当時夫人のサロンに出入りしていた歴史家のウラディーミル・ニコルスキーと会い、ムソルグスキーがオペラの題材を探していることを話すと、ニコルスキーは早速「プーシキン物語」の中にある劇詩「ボリス・ゴドゥノフ」を作曲することをすすめた。劇詩を読んだムソルグスキーは物語の面白さに心を惹かれ、「ボリス・ゴドゥノフ」のオペラ化にすることを決意した。
1868年9月、ムソルグスキーは官吏の勤務先を林野局に転じられたが、おりよく幸運にも親友のオポチーニンが家に迎えてくれたため、その好意に甘んじて10月から本格的に作曲に着手した。勤務先が近くにあり、静寂な郊外の周辺であったため
作曲は滞ることなく1868年10月から1869年の初夏までに声楽の総譜が完成され、同年の12月15日にはオーケストラの総譜も完成した。(この時点で初稿を完成させる)
ムソルグスキーはオペラの作曲に着手して以来、しばしば友人たちの音楽サロンで完成した部分を聴かせていたという。オーケストラの部分は親友の顧問官ブルゴールドの令嬢ナデージダが受け持ち、ムソルグスキーは自分自身が歌手となって全てのパートを歌ったと伝えられる。
完成されたオペラ第1作『ボリス・ゴドゥノフ』は、その上演を求めて1870年の夏に帝室歌劇場管理部に総譜を提出したが、帝室歌劇所側から上演を拒否されてしまう。これに対しムソルグスキーは憤慨したが、ウラディーミル・スターソフや友人たち（その中にはリムスキー＝コルサコフもいた）からの意見を聞いたうえで考え直し、すぐさまオペラの改訂に着手した。改訂版は1872年の6月23日に完成された。

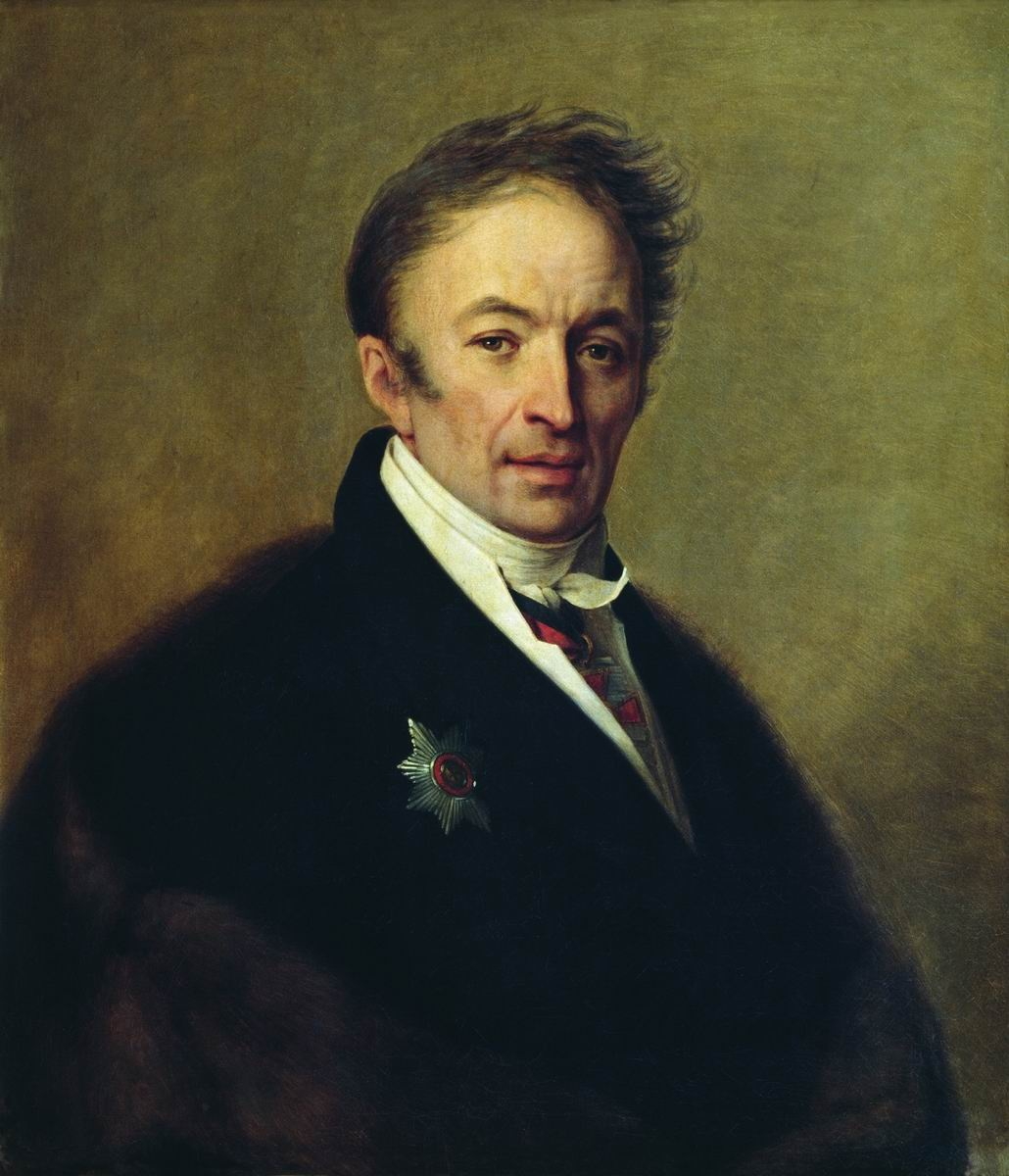
ニコライ・カラムジーン (1766–1826)
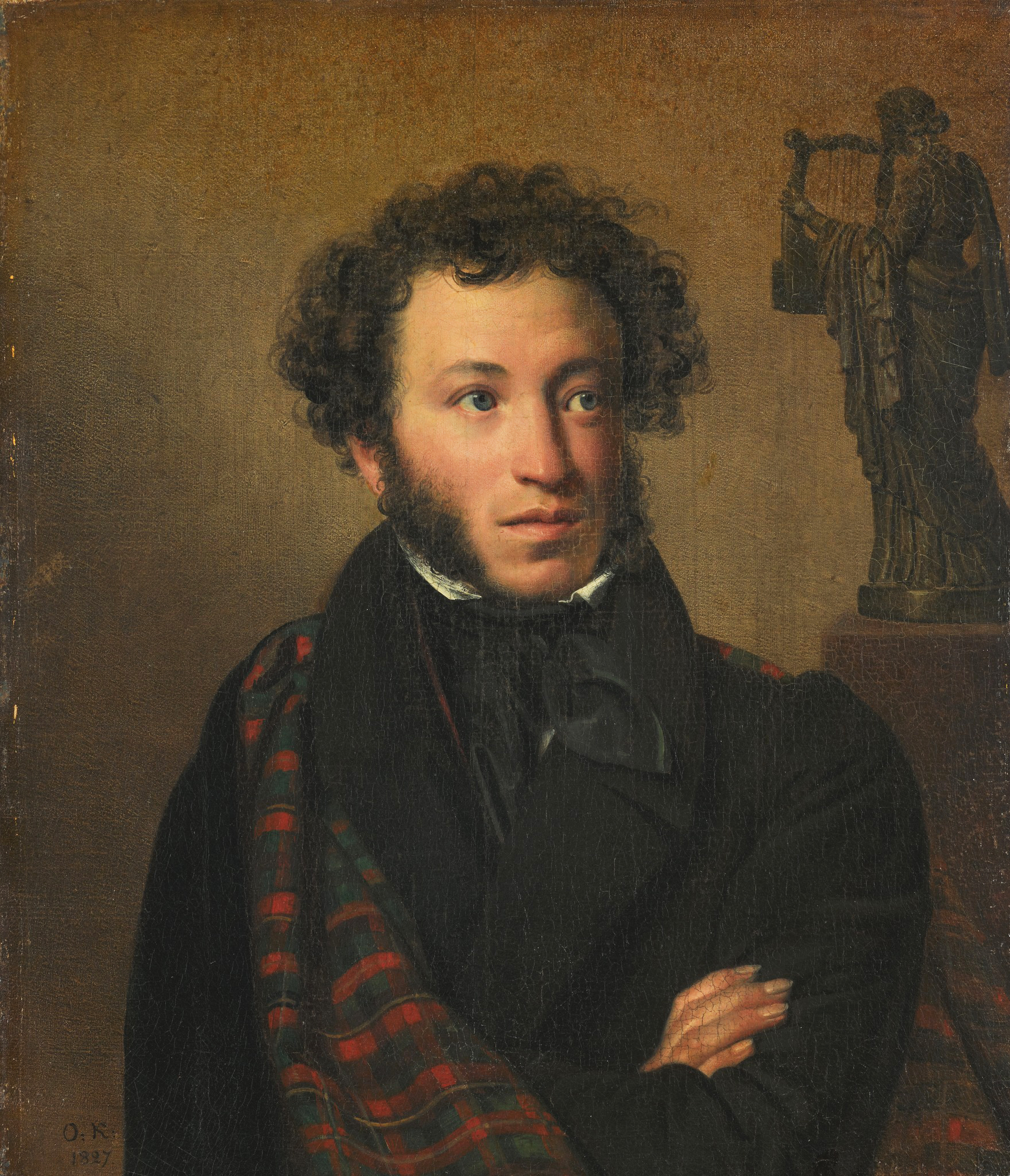
アレクサンドル・プーシキン (1799–1837)
ウラディーミル・スターソフ (1824–1906)

## 初演

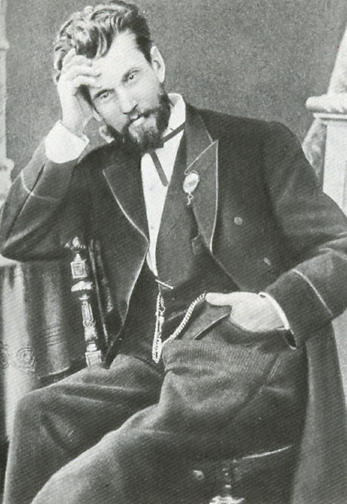
初演指揮を担当したエドゥアルド・ナープラヴニーク

全曲が上演されるまで時間を要し、その間何回か抜粋が上演された（日付はユリウス暦）。

### 抜粋版
- 戴冠式の場
1872年2月5日、サンクトペテルブルク、ロシア音楽協会の演奏会でエドゥアルド・ナープラヴニーク指揮による。
- ポロネーズ（噴水の場より）
1872年4月30日、サンクトペテルブルク、無料音楽学校の演奏会でミリイ・バラキレフ指揮による[2]。
- 3つの場面 - 旅籠の場、マリーナの部屋、噴水の場 - いずれもボリスが登場しない場[3]
1873年2月5日、サンクトペテルブルク、マリインスキー劇場でナープラヴニーク指揮による。この公演が成功を収めたことにより、ベッセル社よりヴォーカルスコアが出版されることとなった。配役は以下のとおり。

| 配役                                     | 演者                                        |
| ---------------------------------------- | ------------------------------------------- |
| 女主人                                   | ダリヤ・レオノヴァ                          |
| グリゴリー・オトレピエフ（偽ドミトリー） | フョードル・コミッサルジェフスキー          |
| ヴァルラーム                             | オシップ・ペトロフ                          |
| ミサイール                               | ヴァシリー・ヴァシリエフ（ヴァシリエフ2世） |
| 警吏                                     | ミハイル・サリオッティ                      |
| マリーナ・ムニーシェク                   | ユリヤ・プラトノヴァ                        |
| ランゴーニ                               | ヨゼフ・パレチェク                          |

### 全曲初演
1874年2月27日にサンクトペテルブルク、マリインスキー劇場にてナープラヴニーク指揮、ゲンナジー・コンドラチエフ演出、マトヴェイ・シシコフとミハイル・ボチャロフの美術により初演。ただし「僧坊の場」を省略し「革命の場」を第5幕とする形であった。
- イヴァン・メルニコフ
ボリス・ゴドゥノフ
- F.コミッサルジェフスキー
偽ドミトリー
- ユリヤ・プラトノヴァ
マリーナ・ムニーシェク
- コンドラチエフとペトロフ
ミサイールとヴァルラーム

| 配役                                     | 演者                                            |
| ---------------------------------------- | ----------------------------------------------- |
| ボリス・ゴドゥノフ                       | イヴァン・メルニコフ                            |
| フョードル                               | アレクサンドラ・クルチコヴァ                    |
| クセニヤ                                 | ヴィルヘルミナ・ラーブ                          |
| 乳母                                     | オルガ・シュレーダー                            |
| ヴァシリー・シュイスキー公               | ヴァシリー・ヴァシリエフ（ヴァシリエフ2世）     |
| グリゴリー・オトレピエフ（偽ドミトリー） | フョードル・コミッサルジェフスキー              |
| アンドレイ・シチェルカーロフ             | ソボレフ                                        |
| ピーメン                                 | ウラディーミル・ヴァシリエフ（ヴァシリエフ1世） |
| マリーナ・ムニーシェク                   | ユリヤ・プラトノヴァ                            |
| ランゴーニ                               | ヨゼフ・パレチェク                              |
| ヴァルラーム                             | オシップ・ペトロフ                              |
| ミサイール                               | パーヴェル・デュジコフ                          |
| ニキーティチ                             | ミハイル・サリオッティ                          |
| ミチューハ                               | リャードフ                                      |
| 侍従                                     | ソボレフ                                        |
| フルシチョフ                             | マトヴェーエフ                                  |
| 女主人                                   | アントニーナ・アバリノヴァ                      |
| ロヴィツキ                               | ウラディーミル・ヴァシリエフ（ヴァシリエフ1世） |
| チェルニコフスキ                         | ソボレフ                                        |
| 白痴                                     | パーヴェル・ブラーホフ                          |

モスクワ初演は、ムソルグスキー死後の1888年12月16日、ボリショイ劇場にてイッポリト・アルタニ指揮で行われた。

## ムソルグスキーによる2つの版
- 原典版 - 1869年
- 改訂版 - 1872年（ヴォーカルスコアは1874年出版）[4]

| 場名                                               | 場名（短縮形）           | 1869年原典版 | 1872年改訂版    |
| -------------------------------------------------- | ------------------------ | ------------ | --------------- |
| モスクワ近郊ノヴォデヴィチ修道院の中庭             | ノヴォデヴィチ修道院の場 | 第1部第1場   | プロローグ第1場 |
| モスクワクレムリン大聖堂広場                       | 戴冠式の場               | 第1部第2場   | プロローグ第2場 |
| モスクワクレムリンチュードフ修道院の僧坊           | 僧坊の場                 | 第2部第1場   | 第1幕第1場      |
| リトアニア国境付近の旅籠                           | 旅籠の場                 | 第2部第2場   | 第1幕第2場      |
| モスクワクレムリンのテレムノイ宮殿にある皇帝の居間 | クレムリンの場           | 第3部        | 第2幕           |
| ポーランドサンドミエシュ城内のマリーナの部屋       | -                        | -            | 第3幕第1場      |
| サンドミエシュ城内。噴水のある月夜の庭園           | 噴水の場                 | -            | 第3幕第2場      |
| モスクワ聖ワシリイ大聖堂前の赤の広場               | 聖ワシリイ大聖堂の場     | 第4部第1場   | -               |
| モスクワクレムリンのグラノヴィータヤ宮殿           | ボリスの死               | 第4部第2場   | 第4幕第1場      |
| クロームィ近くの森の中の空き地                     | 革命の場                 | -            | 第4幕第2場      |

1869年に完成した原典版は、1871年2月17日になって歌劇場側から正式に不採用として通知がなされた。原典版は、標準的なオペラの形態から見れば、極端に女声役が少ないなど、大きく逸脱するものであったため、上演を拒否されたと見られる。上演拒否の報の後、ムソルグスキーはスターソフらとも話し合い、オペラの改定作業に取り組んだ。まず、重要な女声役であるマリーナ・ムニーシェクが登場し、バレエ場面もあるポーランドを舞台とする2場が作られ、更にプーシキンの原作ではほとんど触れられていない民衆の蜂起を描いた「クロームィ近くの森の中の空き地」の場（いわゆる「革命の場」）が追加されている。入れ替わりに原典版にあった聖ワシリイ大聖堂の場は削られ、同場面にあった子供たちと白痴のやり取り、白痴の歌「流れよ、流れよ、苦い涙!」は「革命の場」に移されている。そして、原典版がボリスの死で終わるのに対して、改訂版は「革命の場」で締め括られる事になり、オペラの印象を大きく変えることとなった。原典版ではボリス個人の悲劇という印象であったものが、偽ドミトリーや民衆が前面に押し出され、白痴の歌で終わることにより、個人よりもロシアという国の悲劇が強調されるようになっている。改訂版の9つの場面を分析すると、クレムリンの場を扇の要として、誰に光を当てるかにより、オペラ全体がシンメトリックな構造となっていることがわかる。これはムソルグスキーの次回作『ホヴァーンシチナ』にも継承されている。
| 1.ノヴォデヴィチ 修道院の場 | 2.戴冠式の場       | 3.僧坊の場 4.旅籠の場     | 5.クレムリンの場   | 6.マリーナの部屋 7.噴水の場 | 8.ボリスの死       | 9.革命の場 |
| --------------------------- | ------------------ | ------------------------- | ------------------ | --------------------------- | ------------------ | ---------- |
| 民衆                        | ボリス・ゴドゥノフ | グリゴリー (偽ドミトリー) | ボリス・ゴドゥノフ | グリゴリー (偽ドミトリー)   | ボリス・ゴドゥノフ | 民衆       |

この他、原典版が4つの部で構成されていたのに対し、改訂版はプロローグと4幕から構成されるようになっている。また、改訂版で残された部分に対しても、下記のように追加や削除がなされている。
- 「ノヴォデヴィチ修道院の場」の最後、巡礼の一団が去った後のミチューハら民衆、警吏ニキーティチのやり取りが削除された。
- 「僧坊の場」で、ウグリチで殺人者達がボリスの命令でドミトリーを殺した、と白状するのをピーメン自身が実際に現地で見たという部分が削除された。修道僧が舞台裏で歌う合唱が追加された。
- 「旅籠の場」で女主人が歌う「私は雄鴨を捕まえた」が改訂版で追加された。
- 「クレムリンの場」で、乳母とフョードルが歌う歌が追加された。また、改訂版からオウムと時計が登場するようになる[11]。
- 「ボリスの死」の冒頭、シチェルカーロフが貴族達にボリスの言葉を伝える部分が削除された。

## 楽器編成
- ムソルグスキーによるオーケストレーション
フルート3（第3はピッコロ持ち替え）、オーボエ2（第2はコーラングレ持ち替え）、クラリネット2、ファゴット2、ホルン4、トランペット2、トロンボーン3、チューバ、ティンパニ、バスドラム、スネアドラム、シンバル、タンブリン、タムタム、ハープ、ピアノ、弦五部
舞台裏でトランペット1、鐘
- リムスキー＝コルサコフによるオーケストレーション
フルート3（第3はピッコロ持ち替え）、オーボエ2（第2はコーラングレ持ち替え）、クラリネット3（第3はバスクラリネット持ち替え）、ファゴット2、ホルン4、トランペット2、トロンボーン3、チューバ、ティンパニ、バスドラム、スネアドラム、シンバル、タンブリン、ハープ、ピアノ、弦五部
舞台裏でトランペット1、鐘、タムタム
- ショスタコーヴィチによるオーケストレーション
フルート3（第3はピッコロ持ち替え）、オーボエ2（第2はコーラングレ持ち替え）、クラリネット3（第3は小クラリネット持ち替え）、バスクラリネット、ファゴット3（第3はコントラファゴット持ち替え）、ホルン4、トランペット3、トロンボーン3、チューバ、ティンパニ、バスドラム、スネアドラム、シンバル、タムタム、トライアングル、鐘、グロッケンシュピール、シロフォン、ハープ、ピアノ、チェレスタ、弦五部
舞台裏でトランペット4、コルネット2、ホルン2、バリトンホルン2、ユーフォニアム2、チューバ2、バラライカ（任意）、ドムラ（任意）

## 演奏時間
- 1869年原典版
第1部25分、第2部35分、第3部25分、第4部35分　およそ2時間
- 1872年改訂版
プロローグ25分、第1幕35分、第2幕35分、第3幕45分、第4幕45分　およそ3時間5分

上記は両方の版を録音しているゲルギエフ盤を参考とした。
- リムスキー＝コルサコフ版
プロローグ20分、第1幕40分、第2幕30分、第3幕40分、第4幕60分　およそ3時間10分
（イッポリトフ＝イワノフ編曲による聖ワシリイ大聖堂の場を第4幕に追加した場合の時間）

## 原作と台本
- 原作はアレクサンドル・プーシキンの歴史的悲劇に基づく。改訂版はさらにニコライ・カラムジーンの「ロシア国家史」による。
- 台本はムソルグスキー自身による。またウラディーミル・スターソフも協力している。

## 登場人物
| 人物名                       | 声域                         | 役                           |
| ---------------------------- | ---------------------------- | ---------------------------- |
| ボリス・ゴドゥノフ           | バス(またはバリトン)         | ロシアのツァーリ             |
| フョードル                   | メゾソプラノ                 | ボリスの息子                 |
| クセニヤ                     | ソプラノ                     | ボリスの娘、フョードルの姉   |
| 乳母                         | アルト                       | クセニヤの乳母               |
| ヴァシリー・シュイスキー     | テノール                     | ボリスの首席顧問、公爵       |
| グリゴリー・オトレピエフ     | テノール                     | 僭称者。偽のドミトリーとなる |
| アンドレイ・シチェルカーロフ | バリトン                     | 貴族会議の書記官             |
| ピーメン                     | バス                         | 修道僧。年代記の編纂者       |
| マリーナ・ムニーシェク       | ソプラノ(またはメゾソプラノ) | ポーランド貴族の娘           |
| ランゴーニ                   | バス                         | イエズス会の密使             |
| ヴァルラーム                 | バス                         | 浮浪人、逃亡僧               |
| ミサイール                   | テノール                     | 浮浪人、逃亡僧               |
| ニキーティチ                 | バス                         | 警吏長                       |
| ミチューハ                   | バリトン                     | 農民                         |
| 侍従                         | テノール                     | 貴族                         |
| フルシチョフ                 | テノール                     | 大貴族                       |
| 女主人                       | メゾソプラノ                 | 旅籠屋（居酒屋）の女主人     |
| ロヴィツキ                   | バス                         | イエズス会士                 |
| チェルニコフスキ             | バス                         | イエズス会士                 |
| 白痴イヴァヌイチ             | テノール                     | 聖愚者                       |

その他（合唱、黙役）
大貴族、大貴族の子供、銃兵隊、近衛兵、国境監視の警吏、警吏、ポーランドの貴族・貴婦人、サンドミエシュの娘たち、巡礼、モスクワの民衆。

## 歴史的背景
- ボリス・ゴドゥノフ
(1551–1605)
- ヴァシリー・シュイスキー
(1552–1612)
- 偽のドミトリー
(1581–1606)
- マリーナ・ムニーシェク
(1588–1614)

『ボリス・ゴドゥノフ』を理解するには、ロシア史において「動乱時代」と呼ばれる1598年のリューリク朝断絶から1613年のロマノフ朝成立までの経緯を基礎知識としておくことが必要である。
- 1584年、イヴァン4世（イヴァン雷帝）が没する。後には雷帝の二人の息子、病弱で軽度の知的障害を持つフョードルとその異母弟ドミトリーが残される。雷帝の寵臣であるボリス・ゴドゥノフの妹を妻に迎えていたフョードルがフョードル1世として戴冠する。

- フョードル1世戴冠直後にモスクワで暴動が発生する。ドミトリーをツァーリにしようとする一部の大貴族によるものだったらしく、暴動鎮圧後、ドミトリーとその母親マリヤ・ナガヤ、マリヤの一族はウグリチに追放される。

- 1591年、ドミトリーがウグリチで謎の死を遂げる（母親であるマリヤ・ナガヤが城の中庭で喉を切り裂かれ横たわっている息子を発見した）。ヴァシリー・シュイスキーが率いる調査団が派遣され、「ドミトリーは、ナイフ遊びの最中にてんかんの発作を起こし自らを傷つけた」と結論付ける。マリヤ・ナガヤは息子の死に過失ありとされ、修道院に幽閉、一族も投獄される。民衆の間では摂政であるボリスがドミトリーを殺害したという噂が広まる。

- 1598年、フョードル1世が没する（ボリスによる謀殺という噂が立った）。子が無かったため、リューリク朝は断絶。全国会議でボリスがツァーリに選出され戴冠する。

- 1601年から1603年にかけて、ロシアを大飢饉が襲う。この飢饉はドミトリーを殺した者が帝位に就いているために起こった天罰だという噂が広まる。同じ頃、ボリスの娘クセニヤ・ゴドゥノヴァの許婚であるデンマーク王子が急死したのも天罰とされる。疫病、暴動が頻発する。

- 1604年、ポーランドに皇子ドミトリーを名乗る若者が登場し、ポーランド・リトアニア共和国、カトリック教会の支持を得てモスクワへ進軍を開始する。ボリスはドミトリーの正体は逃亡修道士グレゴリー・オトレピエフと宣言するが、国内の不満分子はドミトリーを支持し、ロシア南部のコサック等がドミトリー軍に参加する。

- 1605年、ボリスが急死する。息子フョードルが後を継ぎフョードル2世となるが、ドミトリー支持に回る者が後を絶たず、間もなくその母親とともに殺害される。ドミトリーがモスクワ入城を果たし戴冠する。ボリスの娘クセニヤはその妾とされた後、修道院に入れられる。

- 1606年、ドミトリーがポーランド貴族の娘マリーナ・ムニーシェクと結婚する。しかし、皇妃は正教会に改宗するという慣例を破り、カトリックのままだったため、大貴族や民衆、ロシア正教会の反感を買い、婚礼を挙げて直ぐに反乱が勃発、ドミトリーは殺害される。ヴァシーリー・シュイスキーが即位しヴァシーリー4世となる。

- 1607年、モスクワで殺害されたはずのドミトリーが「奇跡的に助かった」という噂が流れ、第2のドミトリーが登場、モスクワ進軍を開始する。モスクワ占領はできなかったもののモスクワ近郊トゥシノに陣を構える。

- 1610年、ポーランド軍がモスクワに入城する。ヴァシーリー4世はクーデターにより退位させられ、第2のドミトリーはポーランドに見限られ殺害される。

- 1611年、第3のドミトリーが登場する。

- 1612年、第3のドミトリー処刑される。義勇軍によりモスクワ開放される。

- 1613年、ミハイル・ロマノフが即位、ロマノフ朝が開始される。

## あらすじ

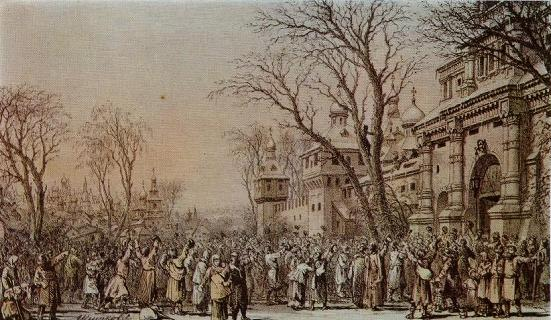
ノヴォデヴィチ修道院の場（シシコフのデザイン、1870年）

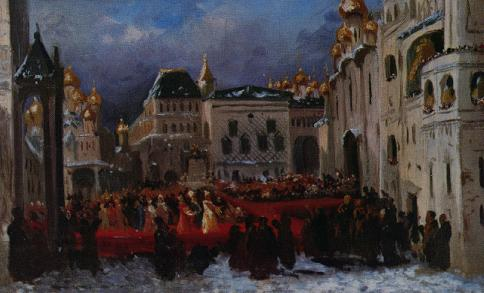
戴冠式の場（ボチャロフのデザイン、1874年）

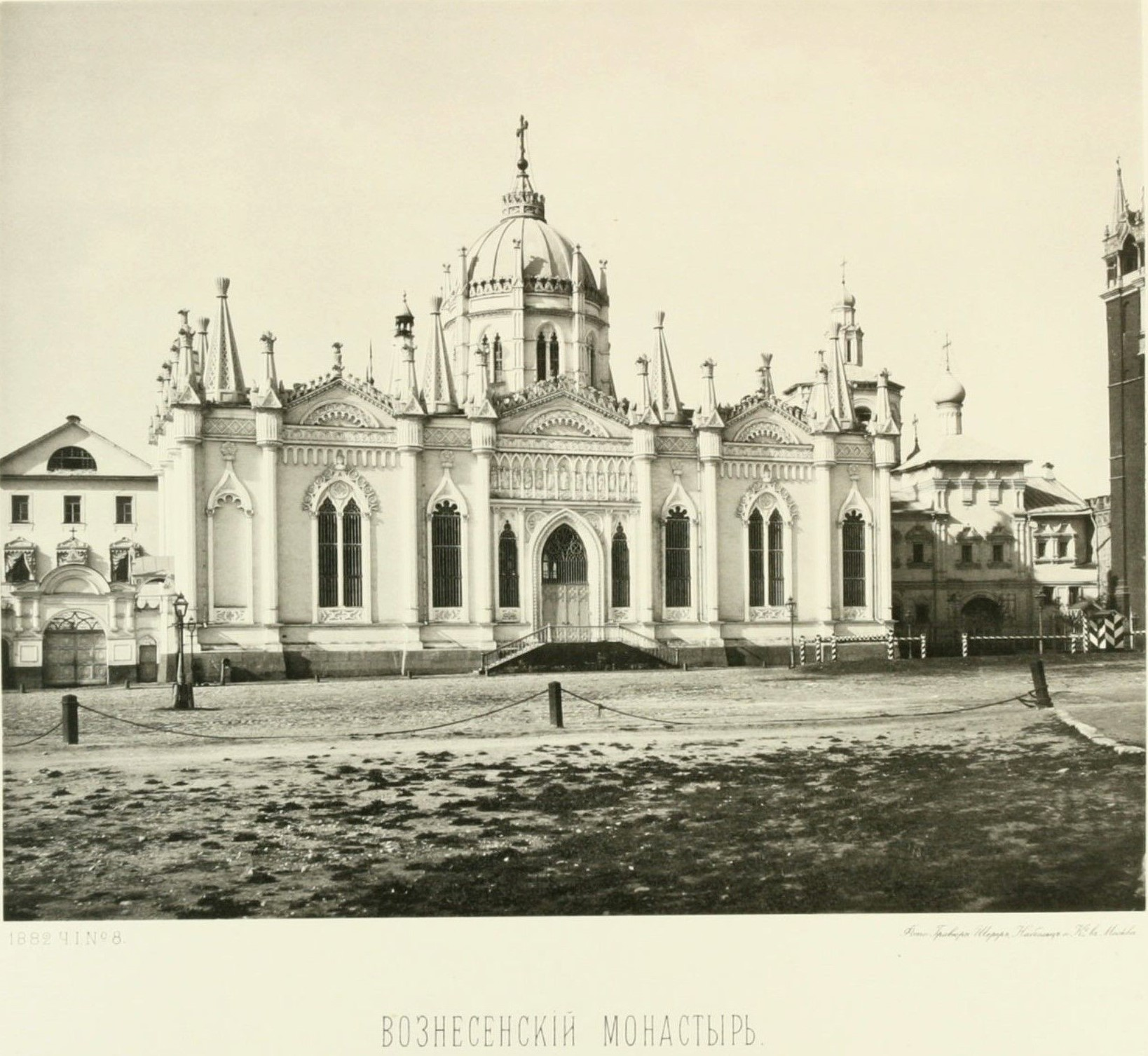
チュードフ修道院

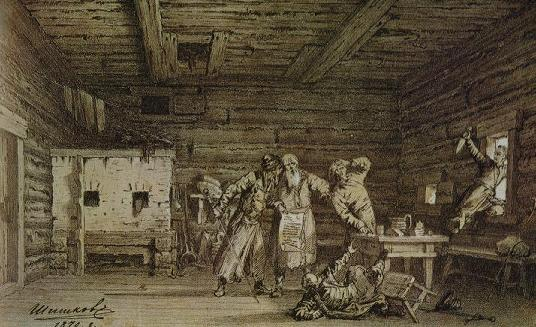
リトアニア国境の旅籠の場（シシコフのデザイン、1870年）

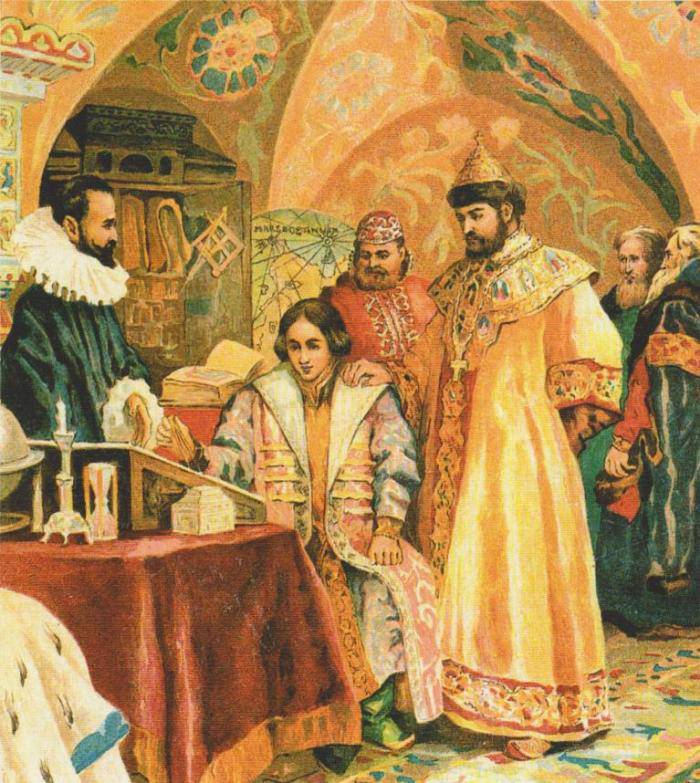
フョードルの勉強を見守るボリス

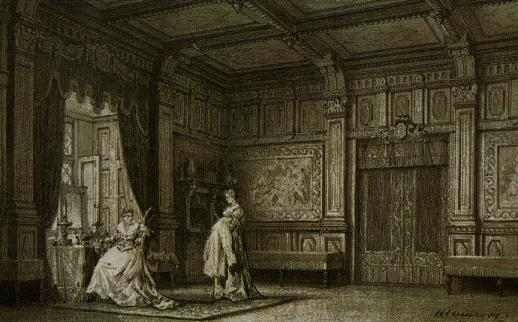
マリーナの部屋の場（シシコフのデザイン、1870年）

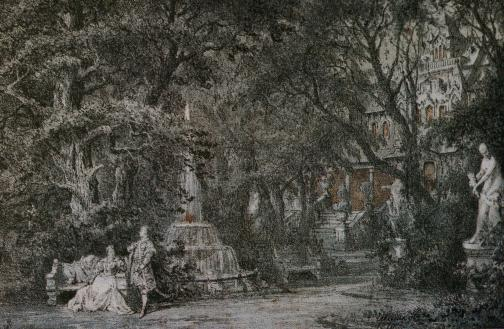
噴水の場（シシコフのデザイン、1870年）

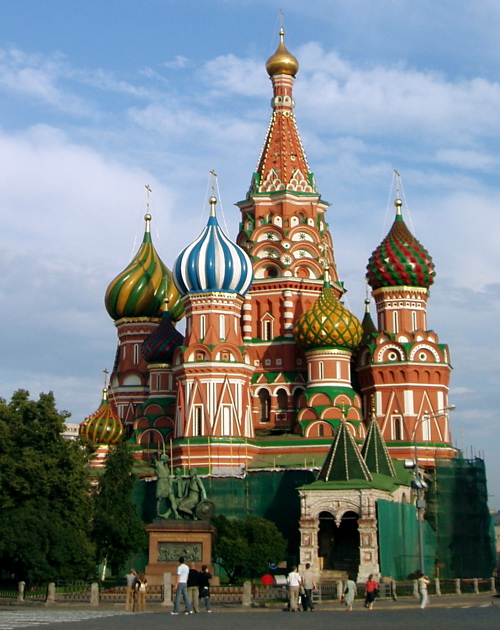
聖ワシリイ大聖堂

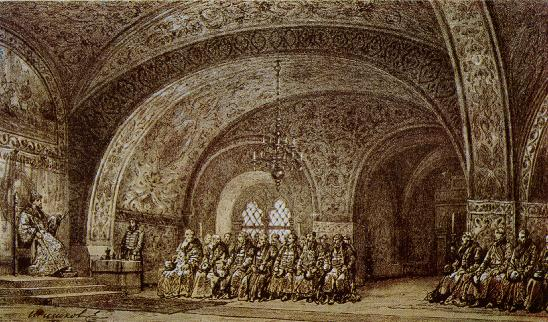
グラノヴィータヤ宮殿の場（シシコフのデザイン、1870年）

- 時と所　1598年 - 1605年 モスクワ、リトアニア国境、サンドミエシュ城、クロームィ

- 【】内は1872年改訂版において削除または追加された部分を示す。

モスクワ近郊ノヴォデヴィチ修道院の中庭（1598年） - ノヴォデヴィチ修道院の場
序曲は無く短い緊迫した感じの前奏で始まる。幕が上がると修道院の中庭をモスクワの人々が大勢うろつき廻っている。警吏ニキーティチが登場し、警棒で脅しながら人々に突っ立ってないで跪いてお願いしろと命令する。人々はそれに応じ大声で請願する（民衆の合唱「何故我等を見棄てられるのか、我等が父よ！」）が、その実、何をお願いしているのかよくわからず、ニキーティチの姿が見えなくなると、ミチューハを始めそれぞれ勝手にお喋りを始める。再度、ニキーティチが姿を現し人々を脅すので、また大声を上げてお願いし始める。貴族会議の書記官であるシチェルカーロフが現れると、ニキーティチは人々を制し話を聴くように命じる。シチェルカーロフは、ボリス・ゴドゥノフが人々の願いも空しく、頑として帝位に就こうとしない（シチェルカーロフのアリア「正教徒たちよ！公は聞き入れて下さらない」）と語り修道院に消える。続いて巡礼の一団が登場し、「神の栄光を称え、聖像を持ってツァーリをお迎えに行くのだ」と合唱し修道院に入っていく。
【1869年原典版のみ：巡礼の一団が去った後、ミチューハ達が「聖像を持ってどんなツァーリを迎えに行くんだ?誰を?ボリスか?」などと話していると、ニキーティチが修道院から出てきて、明日の朝、クレムリンに行き命令を待て、と伝える。人々はなるほどクレムリンでも大声上げろってことか、と呟く。】
モスクワクレムリン大聖堂広場（1598年） - 戴冠式の場
ウスペンスキー大聖堂とアルハンゲルスキー大聖堂に挟まれた広場にモスクワの民衆が集まっている。鐘が鳴り響く中、大貴族ヴァシリー・シュイスキー公が登場し、「ツァーリ・ボリス・フョードロヴィチ万歳!」と叫ぶ。民衆がそれに応えて「長寿と健康を我等が父なるツァーリに!」と叫ぶ。シュイスキー公の音頭取りで、民衆はツァーリを称える大合唱をする（民衆の合唱「空には既に輝く太陽が」）。やがて戴冠式を終えたボリスが王笏と権標を手に持ち、貴族やその子弟を従えてウスペンスキー大聖堂から姿を現す。貴族も一緒になり万歳が繰り返される中、ボリスは権力者の責任を痛感し独白する（ボリスのモノローグ「我が魂は悲しむ」）。再び歓喜の声が沸き上がり（民衆の合唱「光栄あれ！光栄あれ！光栄あれ！」）、アルハンゲルスキー大聖堂から出てきたボリスが宮廷へ向うところで幕。
モスクワクレムリンチュードフ修道院の僧坊（1603年）- 僧坊の場
真夜中の僧坊で修道僧ピーメンがランプの灯りを頼りに年代記を書き綴っている（ピーメンのアリア「あと一つ物語を書き終えて」）。若い修道僧グリゴリーはその横で眠っているが、悪夢に魘されて目覚める。それは何度も見ている夢で、高い塔に登った自分が下を見ると、モスクワの群集が自分を指差し嘲笑っている。いたたまれなくなった自分が塔から真っ逆様に落ちるとそこで目覚めるというものであった。ピーメンは若い血がたぎるせいであろうと宥め、自分が書き終えた年代記の恐ろしい内容（ボリスによる皇子ドミトリーの殺害）について語る。【1869年原典版のみ：ピーメンは実際にウグリチに赴き、殺人者達がボリスの指示でドミトリーを殺害したと白状するのを目撃したという。】ピーメンの話を聴いているうちにグリゴリーは死んだ皇子ドミトリーが生きていれば自分と同い年であることを知る。やがて夜が明け、朝の勤行のためピーメンは立ち去るが、野心家のグリゴリーは心中密かにボリス打倒を企てる。
リトアニア国境付近の旅籠（1603年）- 旅籠の場
この場で奏される3つの主題からなる前奏で始まる。【1872年改訂版で追加：旅籠屋の女主人が「私は雄鴨を捕まえた」と歌っていると、屋外で声がして逃亡僧であるヴァルラームとミサイールが女主人に喜捨を求めるので、扉を開け中に招き入れる。】二人に続いて道案内になりすましたグリゴリーが旅籠へ入って来る。彼はモスクワに居られなくなり、ここまで逃げてきたのである。リトアニアへ入るまで安心できないと言うグリゴリーに、ヴァルラームは酒さえあればどこでもいいと言い、女主人が持ってきた酒を飲み干して豪快に歌い始める（ヴァルラームの歌「昔カザンの町でイヴァン雷帝は」）。やがて酔いが回ったヴァルラームは「奴は馬で走る」という曲をぶつぶつ歌いながら眠り込んでしまう。その横でグリゴリーは女主人にリトアニアまでどれ位かかるか尋ねる。関所があって警吏が見張っていると言われてグリゴリーは青ざめるが、女主人は脇道へ逸れれば大丈夫と言う。やがて扉がたたかれ、警吏たちが入って来る。警吏は三人を尋問し、根拠も無いままヴァルラームをお尋ね者であるグリゴリー・オトレピエフと決めつける。無論、ヴァルラームは否定する。モスクワから届いた命令書にはお尋ね者の人相が書かれているのだが、警吏たちは誰も文字が読めない。するとグリゴリーが自分が読めると言い、内容を偽ってお尋ね者の人相をヴァルラームそっくりに読むので、警吏たちはヴァルラームに飛びかかる。びっくりしたヴァルラームは、命令書をグリゴリーから引ったくり、一文字一文字たどたどしく読み始める。読んでいくうちにお尋ね者の人相がグリゴリーそっくりであることに気がつくが、グリゴリーは持っていたナイフを振りかざし、旅籠の窓から飛び出していく。ヴァルラーム、ミサイール、警吏たちが「奴を捕まえろ!」と叫びながら後を追っていくところで幕。
モスクワクレムリンのテレムノイ宮殿にある皇帝の居間（1604年）- クレムリンの場
ボリスの娘クセニヤが、急死した許婚の肖像画を見て泣いている。【1872年改訂版で追加：弟のフョードルと乳母が慰めるが、なかなか笑顔を見せない。楽しくさせようと二人で滑稽な踊り歌を歌っているところへ】ボリスが登場し、クセニヤを慰め、乳母とともに別室へ下がらせる。残ったフョードルに何をしているか尋ねると、地図を見て地理の勉強をしているという答えが返って来る。ボリスはこの国全てがお前の物になる、勉強を続けなさいと言い、物思いに沈む。自分は権力を手に入れ、6年の間、国を無事治めてきたが、心に幸福はない。許婚の急死、大貴族の裏切り、外国の陰謀、飢饉や疫病が続き、全ての罪が自分にあると国中で怨嗟の声が上がっていると歌う（ボリスのモノローグ「私は最高の権力を手にした」）。
【1872年改訂版で追加：突然、舞台裏で悲鳴が上がり、ボリスはフョードルに様子を見に行かせる。】入れ替わりに侍従がやって来て、シュイスキー公が目通りの許可を求めてきたことを伝える（同時に彼が何か企んでいることも伝える）。【1872年改訂版で追加：戻ってきたフョードルは、騒ぎはオウムが乳母達に飛びついただけと報告する。手際よく報告した息子をボリスは褒めるが、将来ツァーリになったら信頼出来る相談役を持たねば駄目だ、と丁度入って来たシュイスキー公に当て付ける様に言う。】シュイスキー公は、リトアニアに僭称者が現れ、ドミトリーの名を騙っていると報告する。驚愕したボリスはフョードルを下がらせ、シュイスキー公に対応策を与え、出発させる。が、思い直して、シュイスキー公がウグリチで確認した子供の遺体は本当に皇子ドミトリーだったのか訊ねる。シュイスキー公が「血にまみれ、恐ろしい傷が口を開けているにもかかわらず、清らかで輝くばかりのお顔は、確かに皇子のもの」と答えると、ボリスは気分が悪くなり、シュイスキー公を下がらせ、ソファーに倒れ込んでしまう。
【1872年改訂版で追加：この時、居間に置かれていた大時計が時を告げ始める。】ボリスは錯乱状態になり、血だらけの子供の幻を見る（時計の場）。自分は人民に選ばれたツァーリだとボリスは叫び、神に救いを求める。
ポーランドサンドミエシュ城内のマリーナの部屋（1604年）【1872年改訂版で追加された場】
マリーナは鏡の前に座り、小間使いに髪を梳かさせている。サンドミエシュの娘達が、マリーナの前で彼女の美しさを称えて歌を歌っているが、マリーナはそれが気に入らず、小間使いも娘達も下がらせてしまう。独りになった彼女は、自分は権力が欲しい、名誉が欲しい、そのために僭称者ドミトリーに近づいて、やがてはツァーリの后になってやると歌う（マリーナのアリア「なんて悩ましく物憂く」）。そこへイエズス会士のランゴーニが現れ、マリーナに対して、異教が蔓延るロシアの地にカトリック信仰を広めなさい、そのために貴女の美貌を生かして僭称者ドミトリーに近づき、虜にしてしまいなさい、と嗾ける。
サンドミエシュ城内。噴水のある月夜の庭園（1604年）- 噴水の場【1872年改訂版で追加された場】
僭称者ドミトリーとなったグリゴリーが庭でマリーナを待ち侘びている。そこへランゴーニが登場する。ランゴーニは、ロシアへカトリック信仰を広めるという彼の陰謀を更に確実なものとさせるため、マリーナとグリゴリーの仲介者となろうとしている。ランゴーニは、マリーナがグリゴリー、否、ドミトリーを愛していると告げる。間もなくポロネーズの音楽が聞こえて来て、マリーナが客人達を伴って登場する。グリゴリーとランゴーニは物陰に隠れる。客人達が城内へ戻ると、マリーナが一人庭へやって来る。グリゴリーはマリーナの実家の武力を借りてモスクワへ進軍する野望を、マリーナはツァーリの后になり権力を握る野望をそれぞれ心に秘めながら、愛の二重唱を歌う（偽ドミトリーとマリーナの二重唱「おお皇子様、お願い」）。そんな二人を陰で窺いながら、ランゴーニもまた野望実現に一歩近づいたことを喜ぶ。
モスクワ聖ワシリイ大聖堂前の赤の広場（1605年）- 聖ワシリイ大聖堂の場【1869年原典版のみ】
飢えた群衆が辺りを歩き回っている。ミチューハを先頭にして一群の男達が大聖堂から出て来る。ミチューハは、内部でグリゴリー・オトレピエフの破門、亡きドミトリー皇子への追善の祈りがなされていたことを皆に語る。皆は生きているドミトリー皇子に追善の祈りだなんて罰当たりめ、皇子の軍隊がもうすぐやって来て、ボリス達に死を下される!と息巻くが、老人達にだまって待っていろと窘められる。
そこへ子供達とともに白痴が登場、子供達は白痴が持っていた銅貨を取り上げてしまう。白痴が泣いているところへボリスがお供を連れて大聖堂から出て来る。人々は跪きツァーリにパンを請う。お供の貴族達が施し物を与えるが全体には行き渡らない。人々は大地にひれ伏す。その時、白痴がボリスに対して訴える。
「子供達が自分の銅貨を取った。子供達を殺してくれ。あのかわいそうな皇子を殺すよう命じたように。」
横にいたシュイスキー公が白痴を捕らえるよう護衛に言うが、ボリスはそれを制して、白痴に自分のため祈ってくれと頼む。しかし、白痴はヘロデ王のために祈ることは聖母様が許さない、と言ってこれを断る。ボリスも群集も立ち去り、一人寂しく歌う（白痴の歌「流れよ、流れよ、苦い涙！」）。
モスクワクレムリンのグラノヴィータヤ宮殿（1605年） - ボリスの死
ボリスは貴族達を招集し偽ドミトリーへの対応策を協議させる。【1869年原典版のみ：会議の冒頭、シチェルカーロフがボリスの言葉を伝えるが、】ボリスは姿を見せない。貴族達は威勢良く、偽ドミトリーは拷問し、死刑にし、死体を晒し者にする、と票決する（貴族たちの合唱「さて諸君、票決と行こう」）。シュイスキー公が遅れて入って来る。彼は貴族達に子供の幻に怯えて錯乱するボリスの様子を自身で真似をしながら話す。丁度その時、ボリスがまさにそのままの狂態で議場へ入って来る。一旦、気が静まったボリスだが、シュイスキー公が連れてきたピーメンが語る、ドミトリーの墓の前で起きた奇蹟の話（ピーメンのアリア「ある日の晩のこと」）を聞くうちに再びおかしくなる。死を悟ったボリスは、フョードルを呼び、別れを告げる（ボリスの別れ「さらば我が子よ、わしはもう死ぬ」）。弔いの鐘が鳴り、哀悼の歌が流れる中、ボリスは死ぬ（ボリスの死「鐘だ！弔いの鐘だ！」）。貴族達の「身罷られた」という呟きとともに幕。
クロームィ近くの森の中の空き地（1605年） - 革命の場【1872年改訂版で追加された場】
ボリスの軍隊の司令官だった大貴族フルシチョフが、蜂起した群集に捕らえられ、嘲弄されている。そこへ子供達とともに白痴が登場、子供達は白痴が持っていた銅貨を取り上げてしまう。白痴は泣き喚く。
遠くからヴァルラームとミサイールが、ボリスの悪行のため、宇宙全体がおかしくなった、と歌いながらやって来る。彼等は扇動者となり、群集とともに「ボリスに死を!」と叫ぶ。続いてイエズス会士のロヴィツキとチェルニコフスキが神を称えながらやって来るが、ヴァルラーム等に異端の魔法使いと看做され、捕らえられてしまう。最後に軍勢とともに偽ドミトリー（グリゴリー）が登場、フルシチョフの戒めを解き、軍勢、ヴァルラーム等放浪者、群集、イエズス会士とともにモスクワへ向けて進んでいく。
その後姿を見ながら、白痴はこれからロシアを襲う混乱を憂いて一人寂しく歌う（白痴の歌「流れよ、流れよ、苦い涙！」）。空は真っ赤に焼け、警鐘と群衆の叫びが聞こえる。

## 主要曲
- 民衆の合唱「何故我等を見棄てられるのか、我等が父よ！」（ロシア語: На кого ты нас покидаешь, отец наш!）
- シチェルカーロフのアリア「正教徒たちよ！公は聞き入れて下さらない」（ロシア語: Православные! Неумолим боярин!）
- 民衆の合唱「空には既に輝く太陽が」（ロシア語: Уж как на небе солнцу красному）
- ボリスのモノローグ「我が魂は悲しむ」（ロシア語: Скорбит душа）
- 民衆の合唱「光栄あれ！光栄あれ！光栄あれ！」（ロシア語: Слава! Слава! Слава!）
- ピーメンのアリア「あと一つ物語を書き終えて」（ロシア語: Еще одно, последнее сказанье）
- ヴァルラームの歌「昔カザンの町でイヴァン雷帝は」（ロシア語: Как во городе было во Казани）
- ボリスのモノローグ「私は最高の権力を手にした」（ロシア語: Достиг я высшей власти）
- 時計の場（ロシア語: Сцена с курантами）
- マリーナのアリア「なんて悩ましく物憂く」（ロシア語: Как томительно и вяло）
- ポロネーズ（ロシア語: Полонез）
- 偽ドミトリーとマリーナの二重唱「おお皇子様、お願い」（ロシア語: О царевич, умоляю）
- 貴族たちの合唱「さて諸君、票決と行こう」（ロシア語: Что ж? Пойдём на голоса, бояре）
- ピーメンのアリア「ある日の晩のこと」（ロシア語: Однажды, в вечерний час）
- ボリスの別れ「さらば我が子よ、わしはもう死ぬ」（ロシア語: Прощай, мой сын, умираю...）
- ボリスの死「鐘だ！弔いの鐘だ！」（ロシア語: Звон! Погребальный звон!）
- 白痴の歌「流れよ、流れよ、苦い涙！」（ロシア語: Лейтесь, лейтесь, слёзы горькие!）

## 他者による版

### リムスキー＝コルサコフ版
ムソルグスキーの同僚であったリムスキー＝コルサコフは、『ボリス・ゴドゥノフ』の作品価値を認めながらも、自らの音楽性に合わない部分に対しては批判的であった。特にオーケストレーションについては、早くから攻撃しており、1872年に全曲上演に先立ちポロネーズが抜粋上演された際、ムソルグスキーがフランスバロック期のジャン＝バティスト・リュリの管弦楽法に倣って弦楽器ばかりで編曲を行ったことを意味のない馬鹿げたアイデアであるとキュイとともに批判している。ムソルグスキーはこの批判に応え、全曲上演の前に再度ポロネーズの管弦楽編曲を行っているのだが、その版もリムスキー＝コルサコフには物足りないものであった。

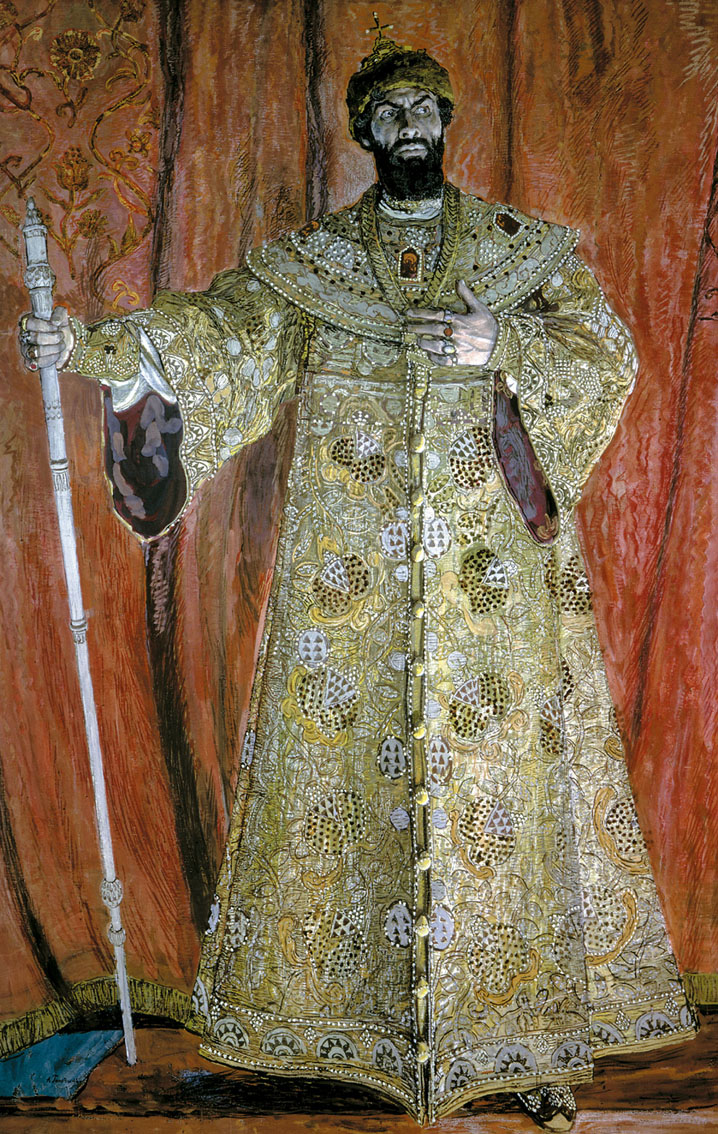
ボリスを演じるシャリアピン（アレクサンドル・ゴロヴィン画 1912年）

1889年、リムスキー＝コルサコフは、サンクトペテルブルクでカール・ムックの指揮する『ニーベルングの指環』に接し、ワーグナーの管弦楽法に大いに感銘を受けた。そして、ワーグナー流管弦楽法を研究し身につけると、その成果を『ボリス・ゴドゥノフ』のポロネーズの演奏会用編曲という形で発表した。続いて1892年に戴冠式の場の編曲を行い、以後、断続的に作業を続け、1896年に全曲の編曲作業を終えている。このリムスキー＝コルサコフによる改訂版は、同年ベッセリ社から出版されサンクトペテルブルク音楽院で上演された。楽譜出版に際してリムスキー＝コルサコフは序文を寄せており、その中で彼は、『ボリス・ゴドゥノフ』は、現実を無視した演奏の困難さ、支離滅裂なフレーズ、ぎこちないメロディ、耳障りな和声と転調、間違った対位法、稚拙なオーケストレーションなどのため、上演されなくなったと述べ、「ムソルグスキーの存命中、オペラがあまりのも長いという理由で、いくつもの重要な場面が省略されて上演された。だが今回の編曲で省略された部分を多少復活させた」としている。序文で非難したように、リムスキー＝コルサコフの改訂は管弦楽法の改訂のみに止まらず、リムスキー＝コルサコフがおかしいと感じたフレーズ、メロディ、和声、転調といった部分にまで及んでいる。更に序文の言葉とは裏腹に、リムスキー＝コルサコフ自身が重要ではないと判断した6つの箇所を削除し、演奏効果をあげるため、随所に自身による新たな楽想を付け加えている。そして、最終幕の場面の順序を入れ替え、「革命の場」ではなく「ボリスの死」で終えるように改変している。
1906年、リムスキー＝コルサコフは2度目の編曲に取り掛かる。この編曲では、前回の編曲で削除された6つの部分のオーケストレーションがなされるとともに、リムスキー＝コルサコフがまだ万全ではないと思っていた戴冠式の場に手が加えられ、ボリスのモノローグの前後に新たに作曲した楽節が挿入されている。この改訂版は1908年にベッセリ社から出版された。
リムスキー＝コルサコフによる改訂版（1908年版）は、1908年にディアギレフによりパリ・オペラ座で上演された。ボリスを演じたシャリアピンの好演もあり、この上演は非常な成功を収め、『ボリス・ゴドゥノフ』に世界的な知名度を与えた。同時にオペラの上演に際しては、ムソルグスキーのオリジナルではなく、リムスキー＝コルサコフ版を通常は用いるという、その後世界的に長く続いた習慣も生まれることになった。

### ボリショイ劇場版
リムスキー＝コルサコフの弟子であるイッポリトフ＝イワノフは、1927年になって、師が手を付けなかった場面である聖ワシリイ大聖堂の場に対してリムスキー＝コルサコフ風の管弦楽編曲を行った。この版は同年1月18日にボリショイ劇場においてリムスキー＝コルサコフ版の新演出として上演された。以降、ボリショイ劇場においては、イッポリトフ＝イワノフ版の聖ワシリイ大聖堂の場をリムスキー＝コルサコフ版に組み入れて上演（第4幕を3場から構成し、聖ワシリイ大聖堂の場 - 革命の場 - ボリスの死 の順で上演）するのが通例となっている。ただし、単に1場面追加するのではなく、下記のような削除を伴って上演される。
- 第3幕のポーランドの場は、第1場を全て削除、第2場も短縮しランゴーニのパートを全て削除。この結果、ランゴーニ役は歌わず、偽ドミトリーとマリーナの二重唱の終わった後に姿だけを見せる（あるいは全く登場しない）ことになる。
- 子供達が白痴が持っていた銅貨を取り上げてしまう場面は、重複するため、聖ワシリイ大聖堂の場で演じ、革命の場では削除。

なお、オペラ全曲録音（セッション録音）の際は、第3幕も削除せずに録音されるのが普通である。

### ショスタコーヴィチ版
リムスキー＝コルサコフの改訂版は、ディアギレフのパリ上演の後、ロシアだけでなく西欧諸国で上演され成功を収めていったが、一方で、ムソルグスキーのオリジナルに戻るべきだ、という声も上がった。原点回帰に賛同する人々は、公開講座を開くとともに、楽譜の復刻出版に尽力した。1874年出版ヴォーカルスコアの復刻がなされるとともに、未刊行であった聖ワシリイ大聖堂の場も初めて出版された。ソヴィエト連邦の音楽学者であるパーヴェル・ラムは、ムソルグスキーの残した2つの版を調査し、1928年にムソルグスキーが削除した全ての部分を復活させた楽譜を出版した。
1939年にボリショイ劇場は、ドミートリイ・ショスタコーヴィチに対して、『ボリス・ゴドゥノフ』の再オーケストレーションを依頼した。ショスタコーヴィチは、ラムにより出版されたピアノ譜を用いて、彼が感じたムソルグスキーのオーケストレーションの不備を正すことに努め、翌1940年に作業は完了した。しかし、大祖国戦争勃発のため上演はならず、1959年になってようやくキーロフ歌劇場で上演された。ショスタコーヴィチ版はその後も本来の依頼元であるボリショイ劇場では省みられることなく、ソ連時代のキーロフ歌劇場で使われるにとどまった。

### その他の版
- 1925年のラトビアの首都リガにおける上演では、同国の作曲家メリガイリスによる編曲版が用いられた。
- 1953年のニューヨークメトロポリタン歌劇場における上演では、カロル・ラートハウスによる編曲版が用いられた。

## 主な録音・映像

### 主な録音
| 指揮者               | 管弦楽団、合唱団                                                        | ボリス役           | 録音年 | レーベル            | 備考                                           |
| -------------------- | ----------------------------------------------------------------------- | ------------------ | ------ | ------------------- | ---------------------------------------------- |
| ゴロワノフ           | ボリショイ劇場管弦楽団、合唱団                                          | レイゼン           | 1948   | メロディア Aquarius | 1908年リムスキー=コルサコフ版 大幅なカットあり |
| ゴロワノフ           | ボリショイ劇場管弦楽団、合唱団                                          | ピロゴフ           | 1949   | メロディア          | 1908年リムスキー=コルサコフ版                  |
| ドブローウェン       | フランス国立放送管弦楽団                                                | クリストフ         | 1952   | EMI                 | 1908年リムスキー=コルサコフ版                  |
| バラノヴィッチ       | ベオグラード国立歌劇場管弦楽団                                          | チャンガロヴィッチ | 1954   | デッカ              | 1908年リムスキー=コルサコフ版                  |
| クリュイタンス       | パリ音楽院管弦楽団                                                      | クリストフ         | 1962   | EMI                 | 1908年リムスキー=コルサコフ版                  |
| メリク＝パシャーエフ | ボリショイ劇場管弦楽団、合唱団                                          | ペトロフ           | 1962   | メロディア          | 1908年リムスキー=コルサコフ版                  |
| メリク＝パシャーエフ | ボリショイ劇場管弦楽団、合唱団                                          | ロンドン           | 1963   | ソニー              | 1908年リムスキー=コルサコフ版                  |
| カラヤン             | ウィーン・フィルハーモニー管弦楽団 ウィーン少年合唱団                   | ギャウロフ         | 1970   | デッカ              | 1908年リムスキー=コルサコフ版                  |
| セムコフ             | ポーランド国立放送管弦楽団                                              | タルヴェラ         | 1976   | EMI                 | 1872年改訂版                                   |
| フェドセーエフ       | モスクワ放送交響楽団                                                    | ヴェデルニコフ     | 1983   | フィリップス        | 1872年改訂版                                   |
| エルムレル           | ボリショイ劇場管弦楽団、合唱団                                          | ネステレンコ       | 1985   | メロディア          | 1908年リムスキー=コルサコフ版                  |
| キタエンコ           | DR放送交響楽団                                                          | ハウグランド       | 1986   | Kontrapunkt         | 1872年改訂版                                   |
| チャカロフ           | ソフィア音楽祭管弦楽団                                                  | ギャウロフ         | 1986   | ソニー              | 1872年改訂版                                   |
| ロストロポーヴィチ   | ワシントン・ナショナル交響楽団                                          | ライモンディ       | 1987   | エラート            | 1872年改訂版                                   |
| アバド               | ベルリン・フィルハーモニー管弦楽団 ベルリン放送合唱団、テルツ少年合唱団 | コチェルガ         | 1993   | ソニー              | 1872年改訂版                                   |
| ゲルギエフ           | キーロフ歌劇場管弦楽団、合唱団                                          | プチーリン         | 1997   | フィリップス        | 1869年原典版                                   |
| ゲルギエフ           | キーロフ歌劇場管弦楽団、合唱団                                          | ヴァネーエフ       | 1997   | フィリップス        | 1872年改訂版                                   |

### 主な映像
| 演出           | 指揮者     | 管弦楽団、合唱団                 | ボリス役     | 収録年 | 備考                          |
| -------------- | ---------- | -------------------------------- | ------------ | ------ | ----------------------------- |
|                | ネボルシン | ボリショイ劇場管弦楽団、合唱団   | ピロゴフ     | 1954   | 1908年リムスキー=コルサコフ版 |
|                | ハイキン   | ボリショイ劇場管弦楽団、合唱団   | ネステレンコ | 1978   | 1908年リムスキー=コルサコフ版 |
| モロゾワ       | ラザレフ   | ボリショイ劇場管弦楽団、合唱団   | ネステレンコ | 1987   | 1908年リムスキー=コルサコフ版 |
| タルコフスキー | ゲルギエフ | キーロフ劇場管弦楽団、合唱団     | ロイド       | 1990   | 1872年改訂版                  |
| デッカー       | ヴァイグル | バルセロナ・リセウ大劇場管弦楽団 | サルミネン   | 2004   | 1869年原典版                  |